# Morimoto Seigo
Morimoto Seigo (jap. 森本 清吾; * 26. Januar 1900 Maebashi, Präfektur Gunma; † 19. Juni 1954) war ein japanischer Mathematiker. 

## Leben
Als fünfter Sohn des Geschäftsmanns Fukasawa Toshishige (深沢 利重) geboren, legte er im Selbststudium das Examen für eine staatliche Lizenz als Lehrer ab. Morimoto war Dozent an der Tōkyō rika daigaku, Professor an der Universität Hiroshima und der Universität Gunma. 1927 heiratete er Morimoto Harue (森本 治枝) und nahm ihren Familiennamen an. Sein zweitältester Sohn Morimoto Masaki war Mathematiker und Astronom (* 14. Mai 1932, † 16. November 2010).
Morimoto bewies 1930 zusammen mit Kakeya Sōichi eine Variante des Satzes von Van der Waerden.
Er war Autor von mehr als 30, oft auf Deutsch verfassten, mathematischen Artikeln.

## Schriften
- (als Fukasawa Seigo): Über die Kleinsche geometrische Darstellung des Kettenbruchs, Japanese J. Math. 2, 101–114, 1926
- (mit Kakeya Sōichi): On a theorem of M. Baudet and van der Waerden, Japanese J. Math. 7, 163–165, 1930[2]

Artikelserie Über die Größenordnung des absoluten Betrages von einer linearen inhomogenen Form
- (als Fukasawa Seigo): I–IV, Japanese J. Math. 3, 1–26, 91–106, 1926 und 4, 41–48, 147–167, 1927
- (als Morimoto Seigo): V–VIII, Japanese J. Math. 5, 295–316, 1929 und 6, 349–362, 1930, Tōhoku Math. J. 38, 7–33, 1933, sowie Japanese J. Math. 14, 189–196, 1938